# Pabellón Naulakha
El pabellón Naulakha (en urdu: نولکھا‎: en inglés: Naulakha Pavilion) es un pequeño pabellón monumental pakistaní del siglo XVII, ubicado en uno de los lados del patio del Sheesh Mahal (Palacio de los Espejos), en la sección norte del fuerte de Lahore, en Lahore. Revestido de mármol blanco y con una particular cubierta abovedada, alberga una pequeña cámara personal o casita de verano para el emperador. Es uno de los 21 monumentos situados dentro del recinto del fuerte de Lahore, con su fachada occidental que ofrece una vista panorámica de la antigua ciudad de Lahore.
La edificación originalmente tenía incrustaciones de piedras preciosas y semipreciosas y daba al río Ravi. En 1981, como parte del conjunto «Fuerte y jardines de Shalimar en Lahore», Naulakha fue declarado Patrimonio de la Humanidad por la UNESCO. El pabellón es ahora uno de los sitios más característicos de Lahore y ha influido en el diseño arquitectónico de edificios notables, incluida la embajada de Pakistán en Washington D. C.

## Etimología
Cuando el pabellón fue construido en 1633 por el emperador mogol Sha Jahan (r. 1627-1658) como una pequeña casa de verano, costaba alrededor de 900 000 rupias, una cantidad exorbitante en ese momento. Se llama «naulakha», que en idioma urdu significa «por valor de 9 lakhs de rupias». Eso también hizo que la palabra «naulakha» fuera de uso común para significar 'algo precioso'.

## Historia

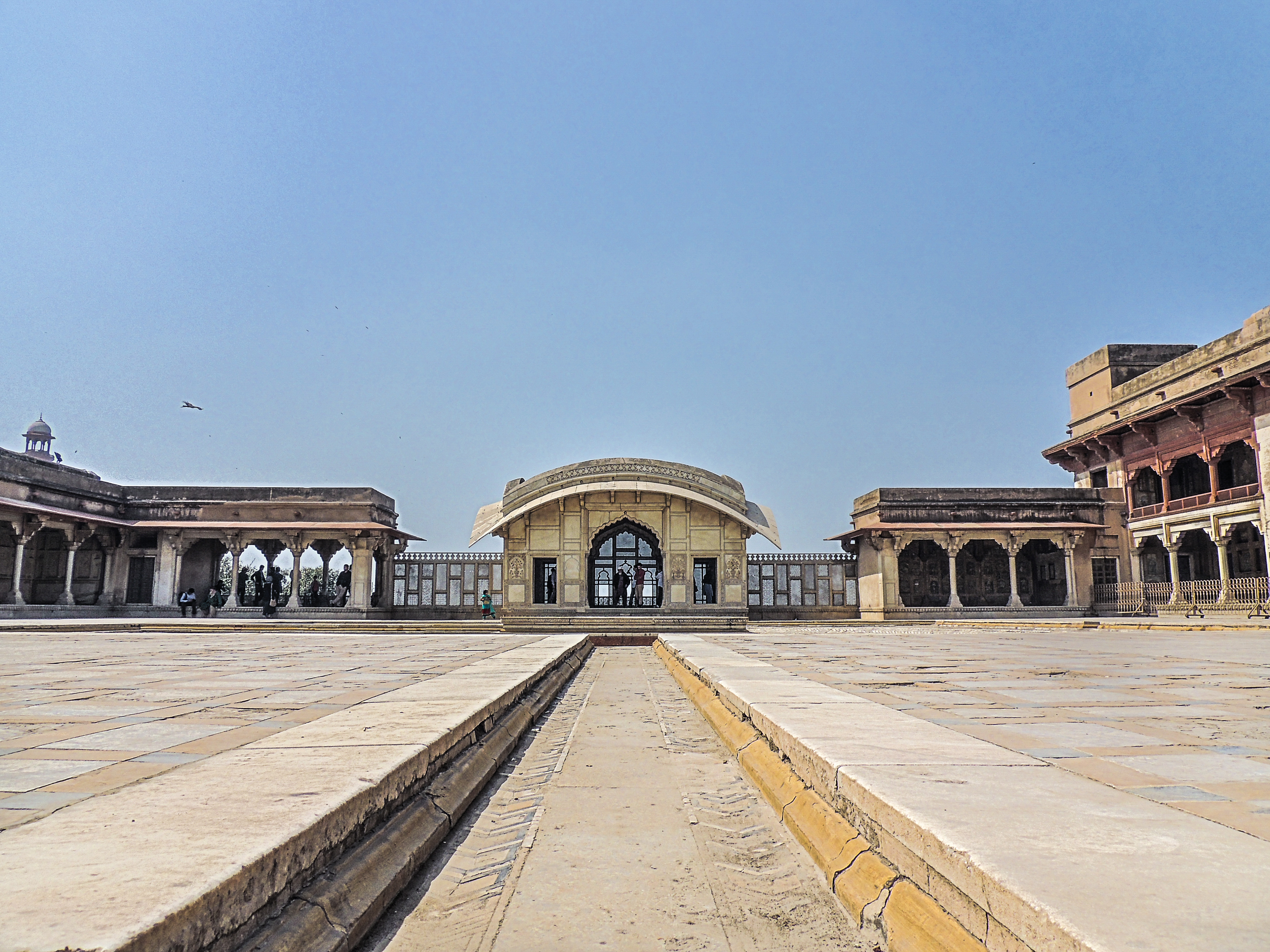
El pabellón se encuentra junto al Sheesh Mahal en el cuadrilátero Shah Burj del fuerte de Lahore.

El fuerte de Lahore fue construido en 1566 bajo el gobierno del emperador mogol Akbar el Grande (r. 1556-1605) en la ubicación de un fuerte anterior construido en barro. El complejo de mampostería de ladrillo macizo fue ampliado y modificado más adelante por los emperadores que le siguieron. El emperador Shah Jahan fue un hombre romántico, que ya había construido el Taj Mahal en Agra y, después emprendió esta pequeña obra maestra en Lahore, construida en 1633 como una pequeña casa de verano que costó alrededor de 900 000 rupias, una cantidad exorbitante en la época.
El pabellón Naulakha se encuentra entre los edificios que fueron erigidos o reconstruidos entre 1628 y 1634 bajo el gobierno de Shah Jahan. Debido a su interés personal en el diseño y la construcción, las tradiciones arquitectónicas de Shah Jahan manifiestan una característica simetría y acentos jerárquicos. El pabellón Naulakha es parte del bloque Shah Burj, en la sección noroeste del fuerte, que en realidad fue construido por su predecesor Jahangir.
En 1927, el edificio fue catalogado por el Departamento de Arqueología de la India británica. En 1975, fue catalogado como monumento protegido bajo la Ley de Antigüedades por el Departamento de Arqueología de Pakistán, mientras que en 1981, como parte del gran conjunto del  «Fuerte y jardines de Shalimar en Lahore», fue inscrito como Patrimonio de la Humanidad por la UNESCO.
Más recientemente, el edificio y sus materiales han comenzado a mostrar signos de daños y decoloración debido a la contaminación atmosférica. Los contaminantes, como el dióxido de azufre y otras emisiones, ya han afectado al mármol blanco del cercano Sheesh Mahal.

## Diseño
El pabellón, de planta rectangular, está situado al oeste de Sheesh Mahal y destaca por su cubierta arqueado en el centro y extraordinariamente curvado típico del estilo Do-chala de Bengala. Esta característica única es un símbolo de la arquitectura Shajahani. Refleja una mezcla de tradiciones contemporáneas (en el momento de su construcción) de techo inclinado de Bengala y baldaquino de Europa. Esto demuestra la imagen tanto imperial como religiosa del sujeto. El techo original probablemente estaba dorado. Las paredes interiores están minuciosamente revestidas con incrustaciones de piedras preciosas y semipreciosas y la plata, con una delicada ornamentación de parchin kari, está considerada entre las más finas del mundo.
Se han utilizado mosaicos de azulejos vidriados para decorar las enjutas de las aberturas arqueadas con diseños florales e imágenes de ángeles, genios y símbolos salomónicos. Las pantallas de mármol del pabellón están coronadas con almenas para evitar que los presos fuesen vistos desde los terrenos entre el Fuerte y el río. El cuadrilátero general comprende cuartos privados para la familia real y se parece mucho al fuerte de Agra.

## Influencia

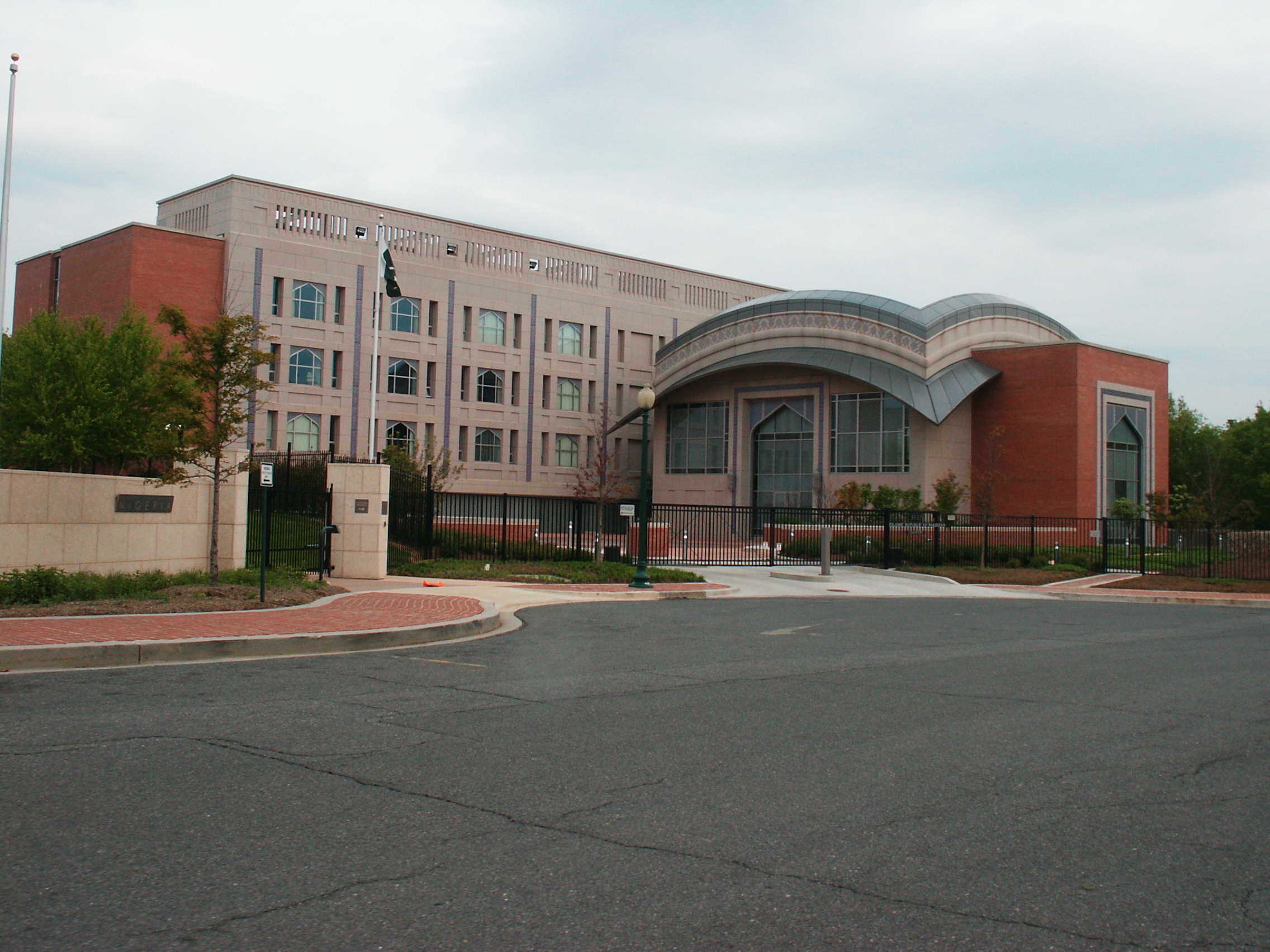
El estilo arquitectónico de la embajada de Pakistán en Washington D. C. está inspirado en el Pabellón Naulakha.

Como monumento único e impresionante de la arquitectura mogol, el edificio se convirtió en una fuente de inspiración para Rudyard Kipling durante sus primeros días en Lahore. Una de sus novelas se titula The Naulahka (sic), escrita en colaboración con Wolcott Balestier, hermano de su entonces prometida Caroline. La novela trata sobre un collar precioso, que se llama Naulahka. Cuando Kipling se instaló en su casa en Dummerston la bautizó Naulakha, por este pabellón. Para él, Naulakha simbolizaba las virtudes, la tranquilidad y la soledad del Vermont rural.

## Numismática
El motivo del pabellón de Naulakha se utilizó en el reverso del billete de una rupia, emitido por el Gobierno de Pakistán en 1964. Posteriormente, el motivo fue reemplazado por la tumba de Muhammad Iqbal en la década de 1980, hasta que el billete de una rupia se retiró de la circulación en 2005. El edificio de la Embajada de Pakistán en Washington D. C. está inspirado en parte en el pabellón Naulakha.

## Galería

Exterior del pabellón
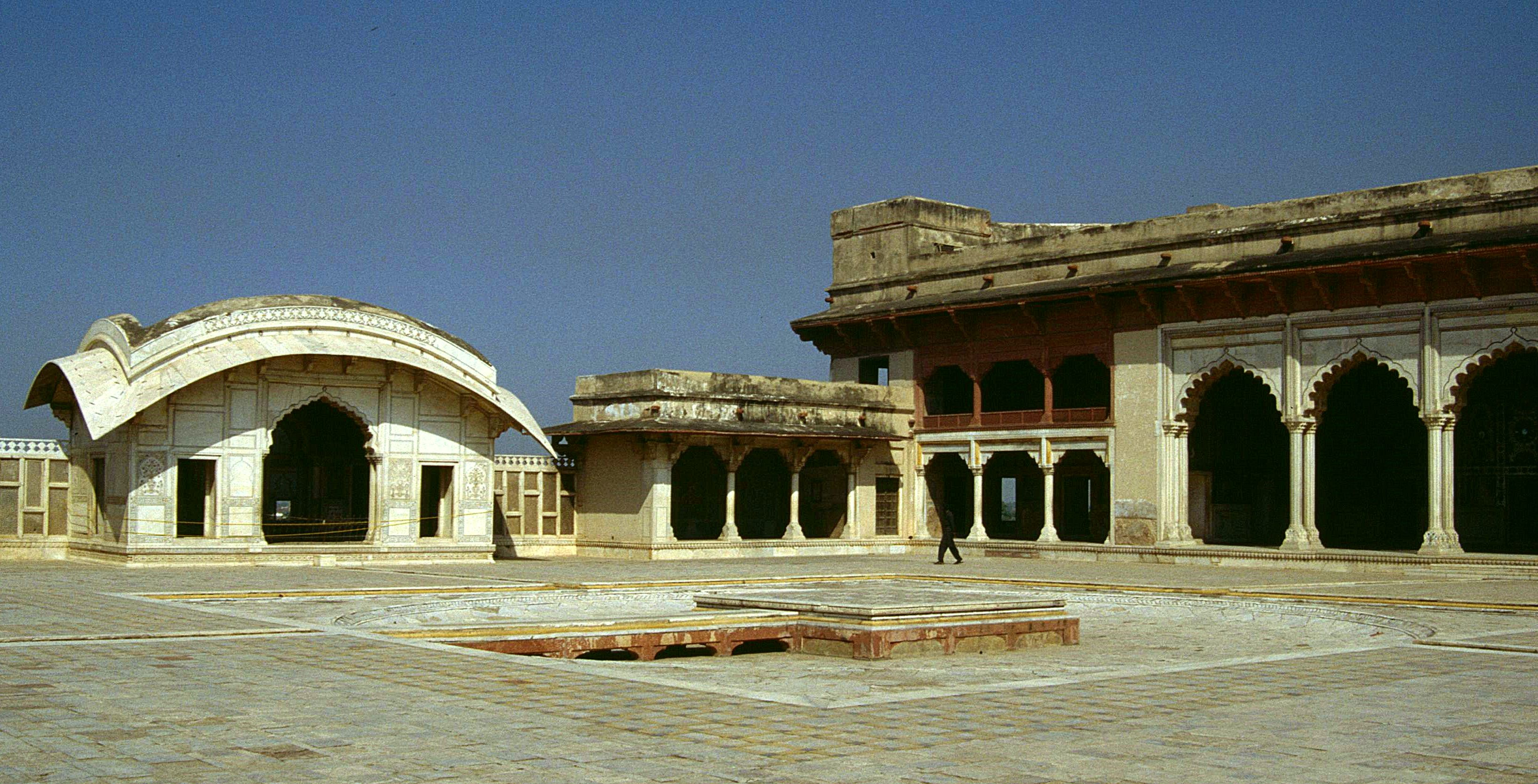
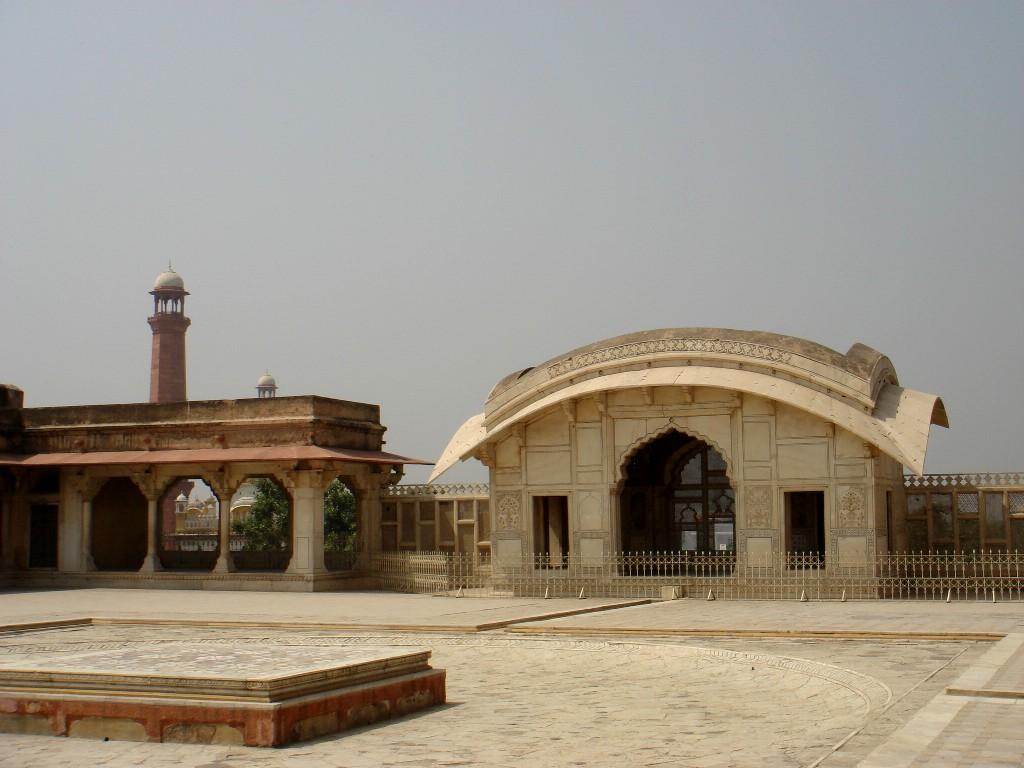
El cuadrilátero con los minaretes de la Mezquita Badshahi.
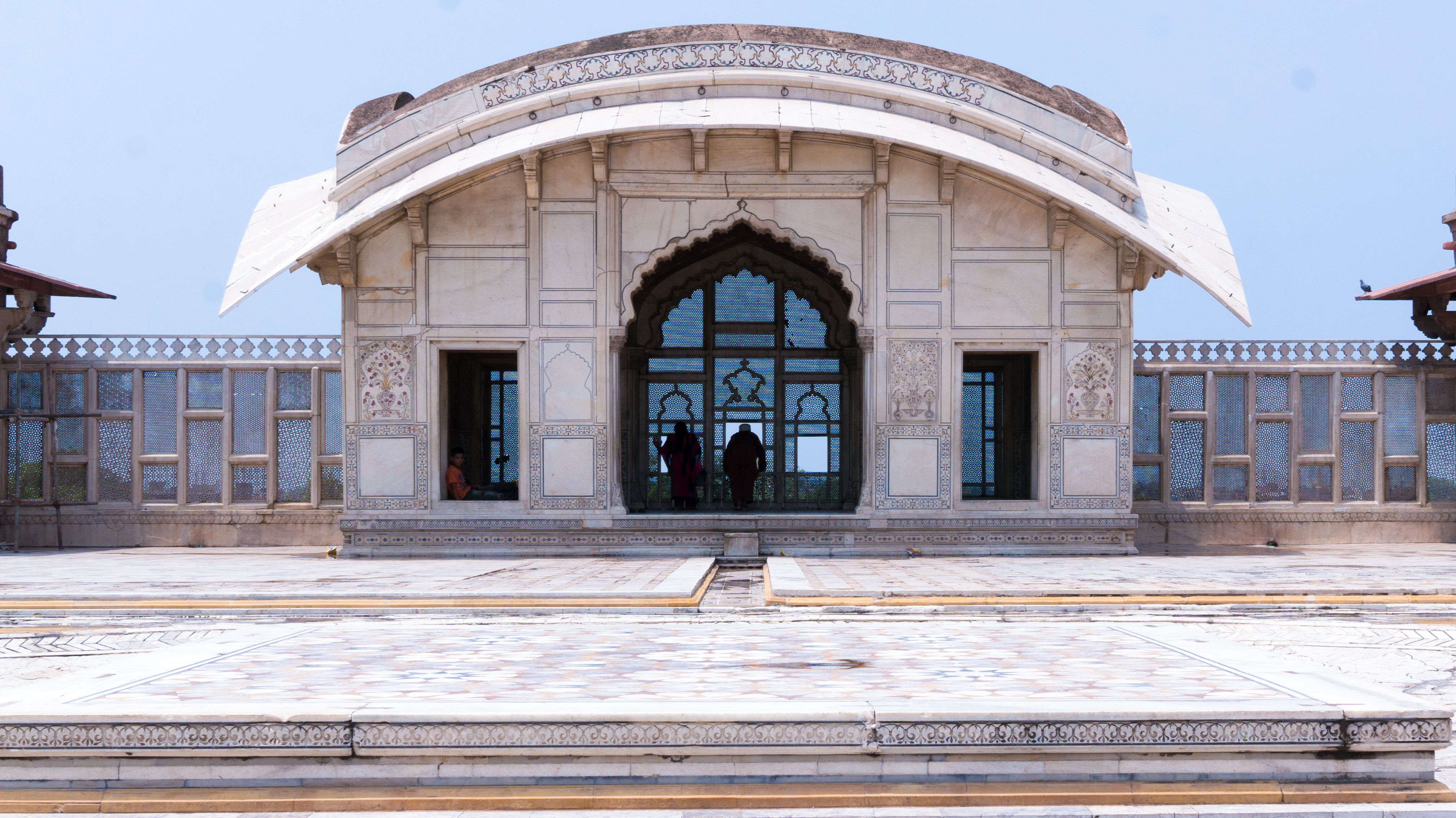
Vista de primer plano
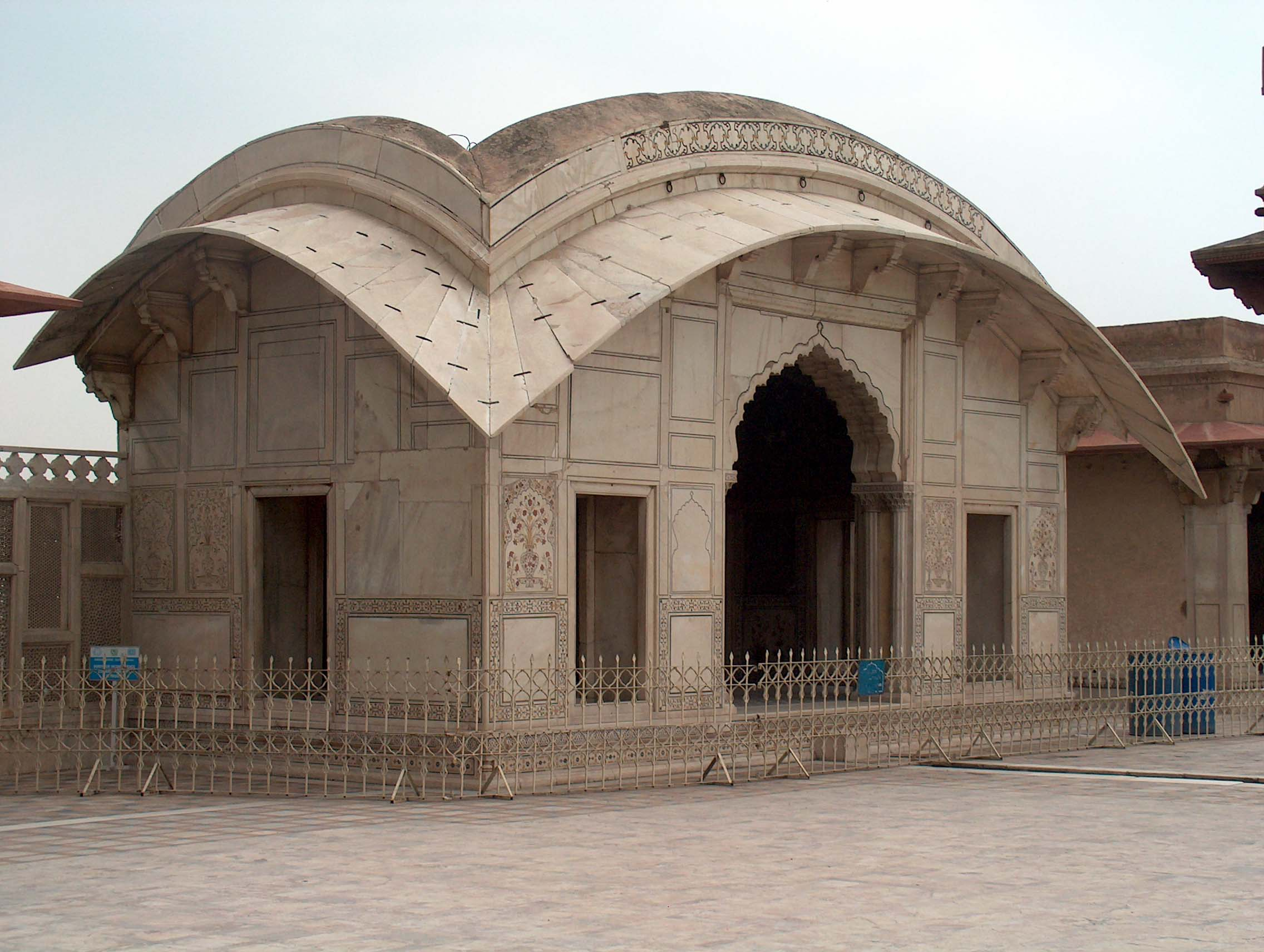
Vista lateral del pabellón
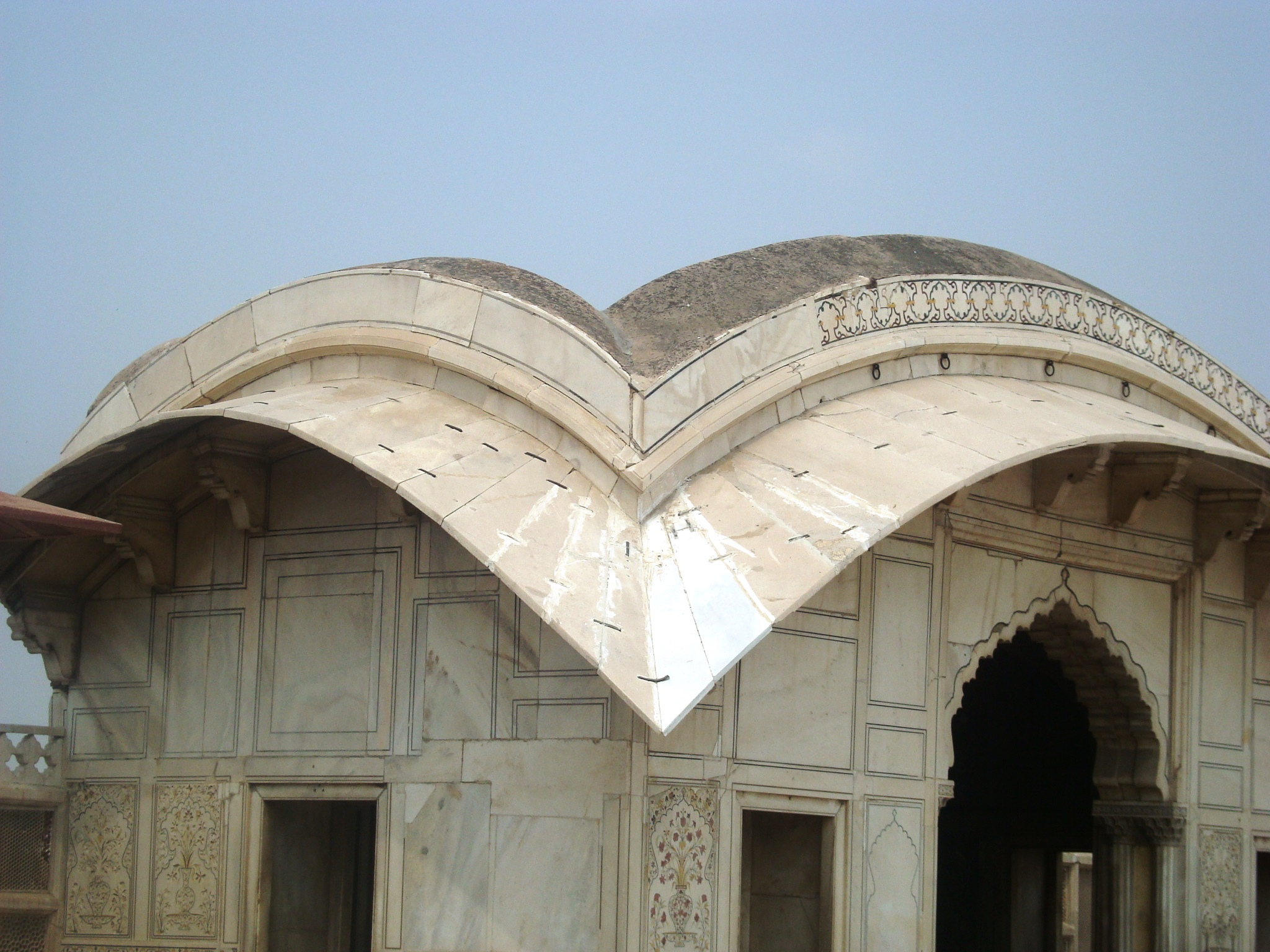
El distintivo techo abovedado de estilo bengalí Do-chala.
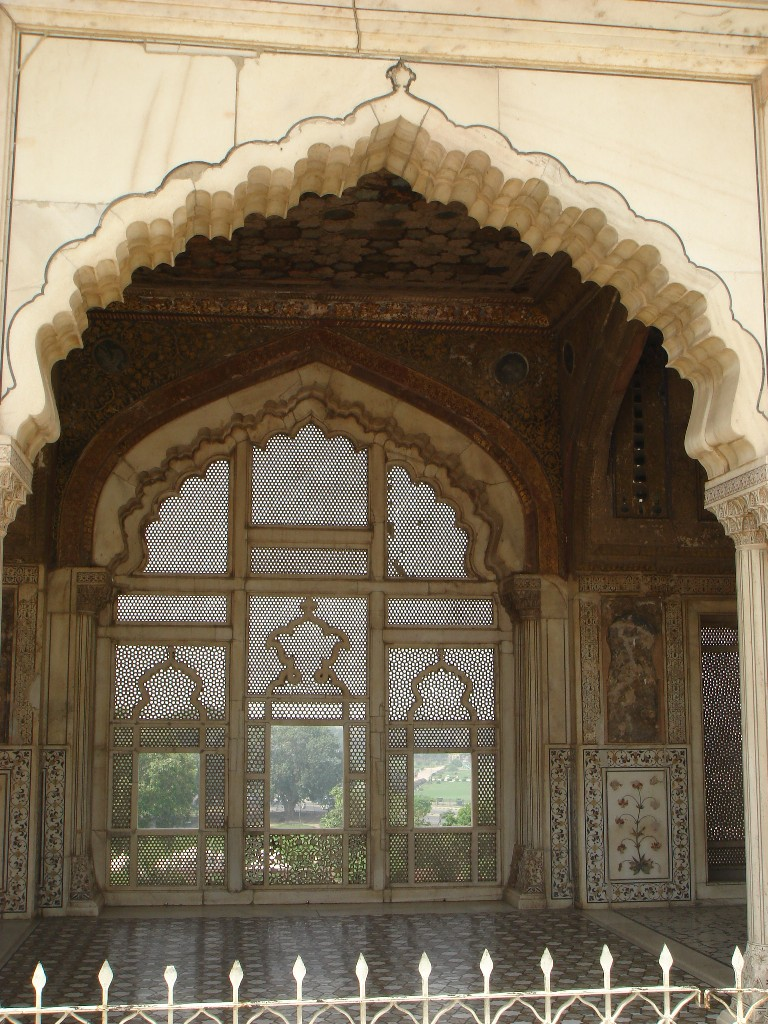
Detalles internos

Interior del pabellón
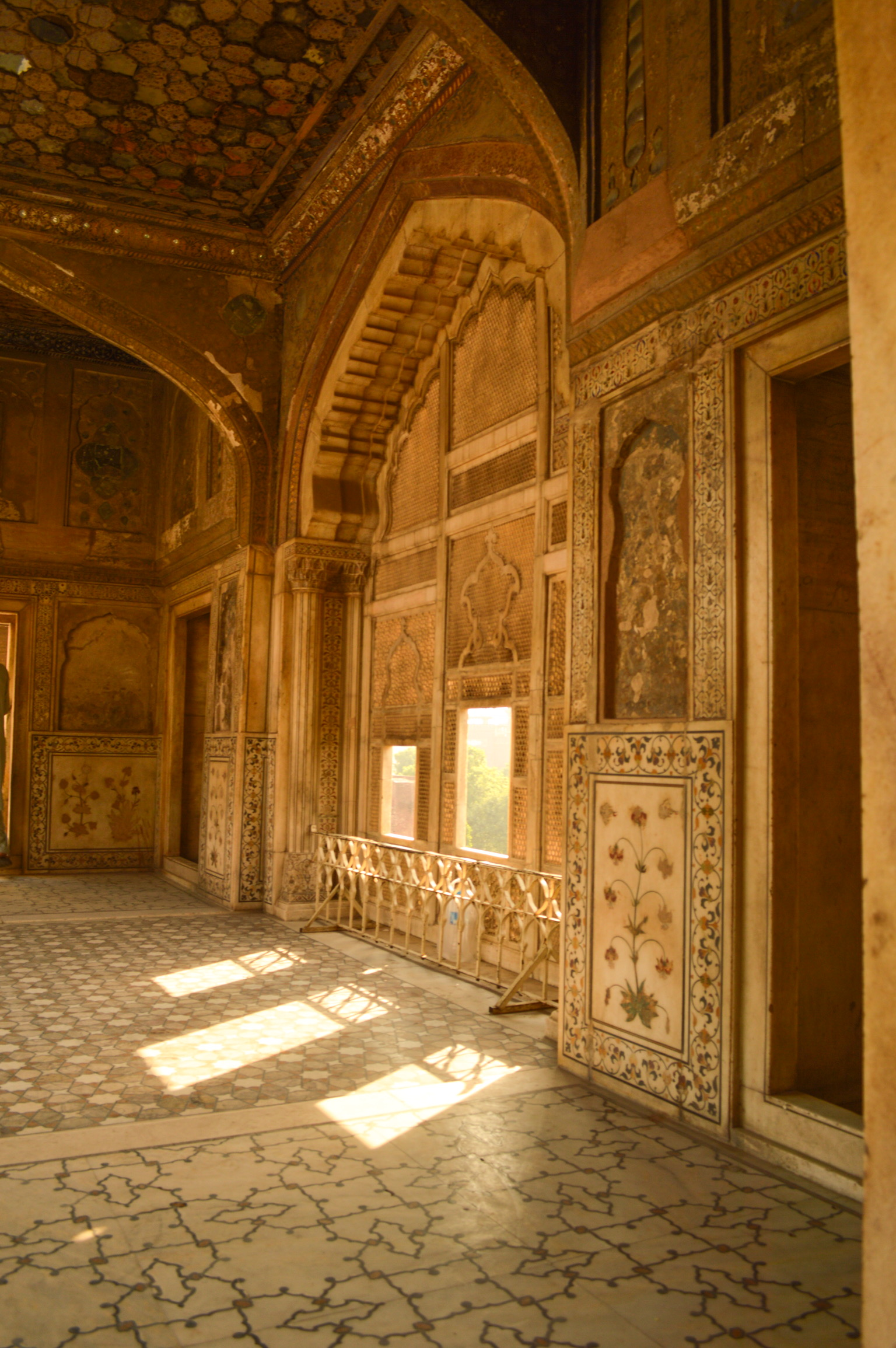
Interior del pabellón
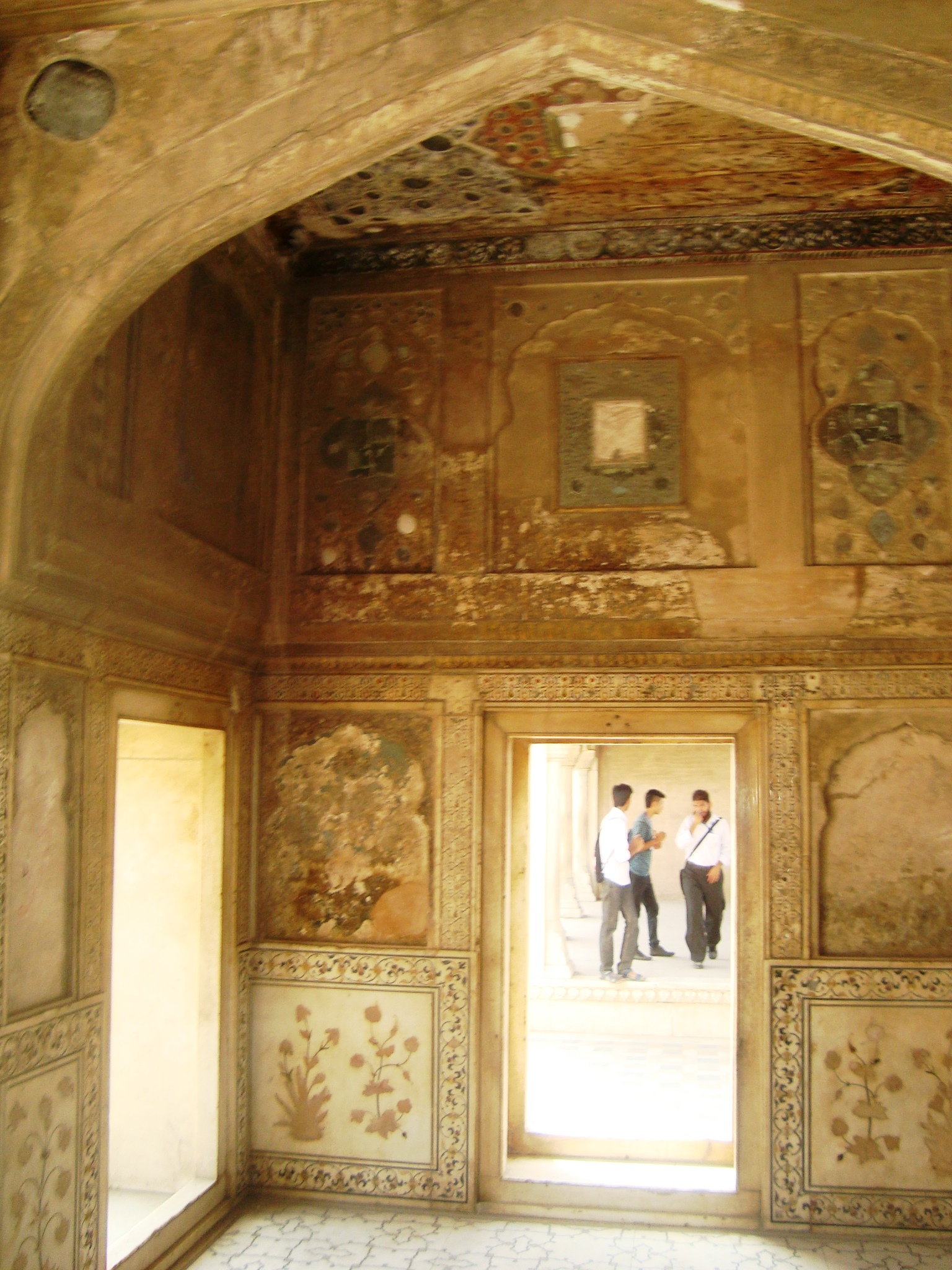
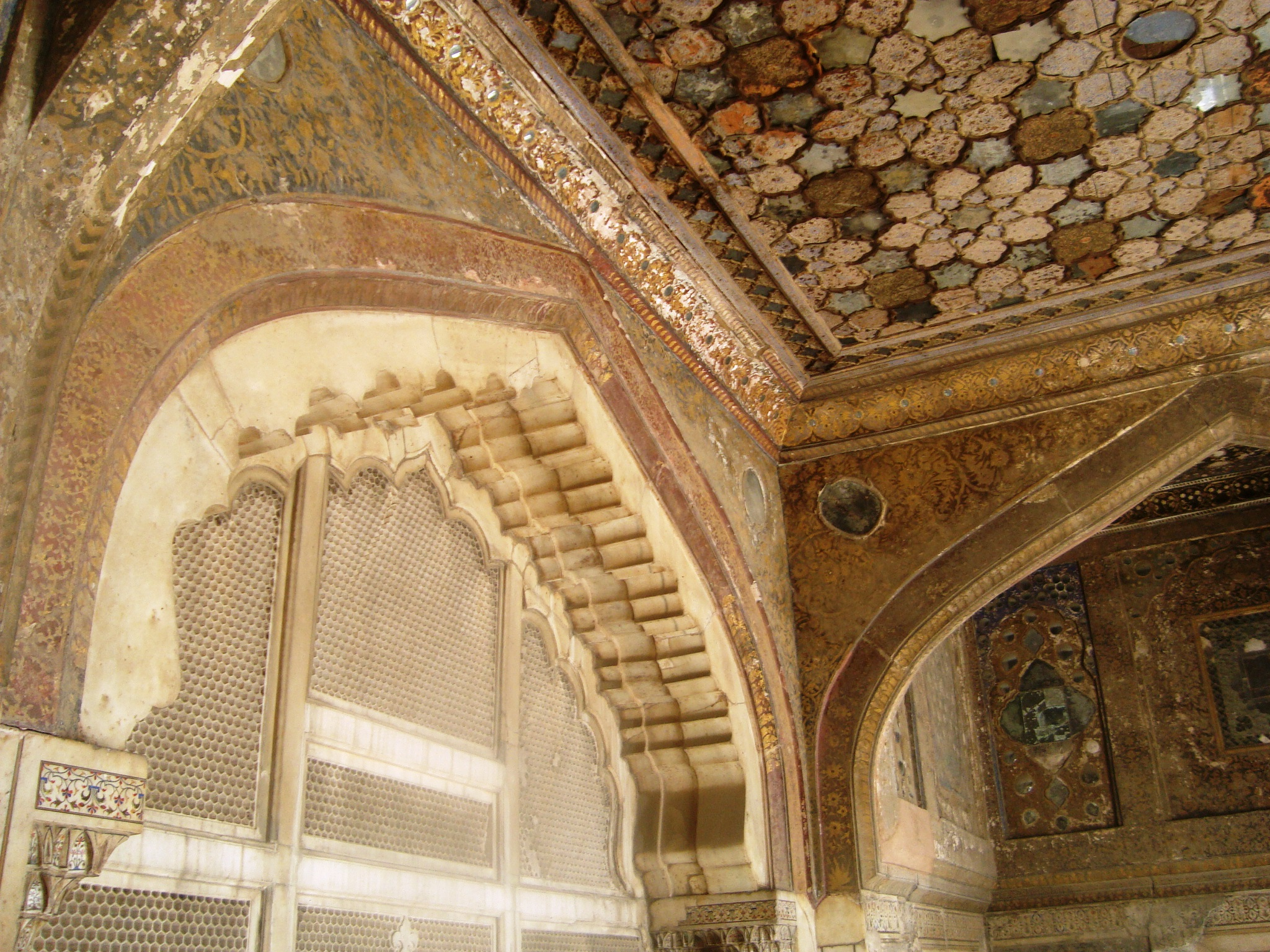
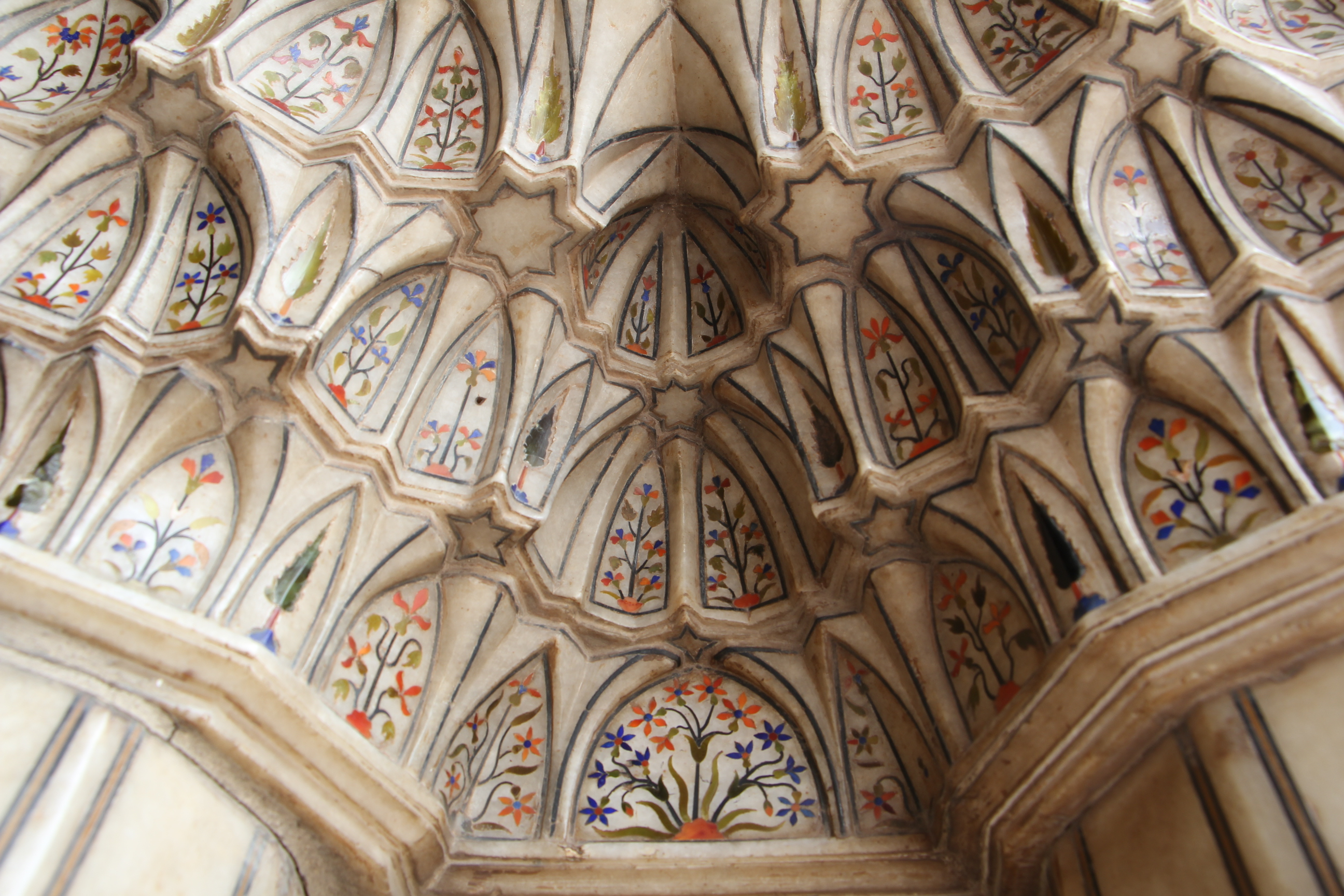
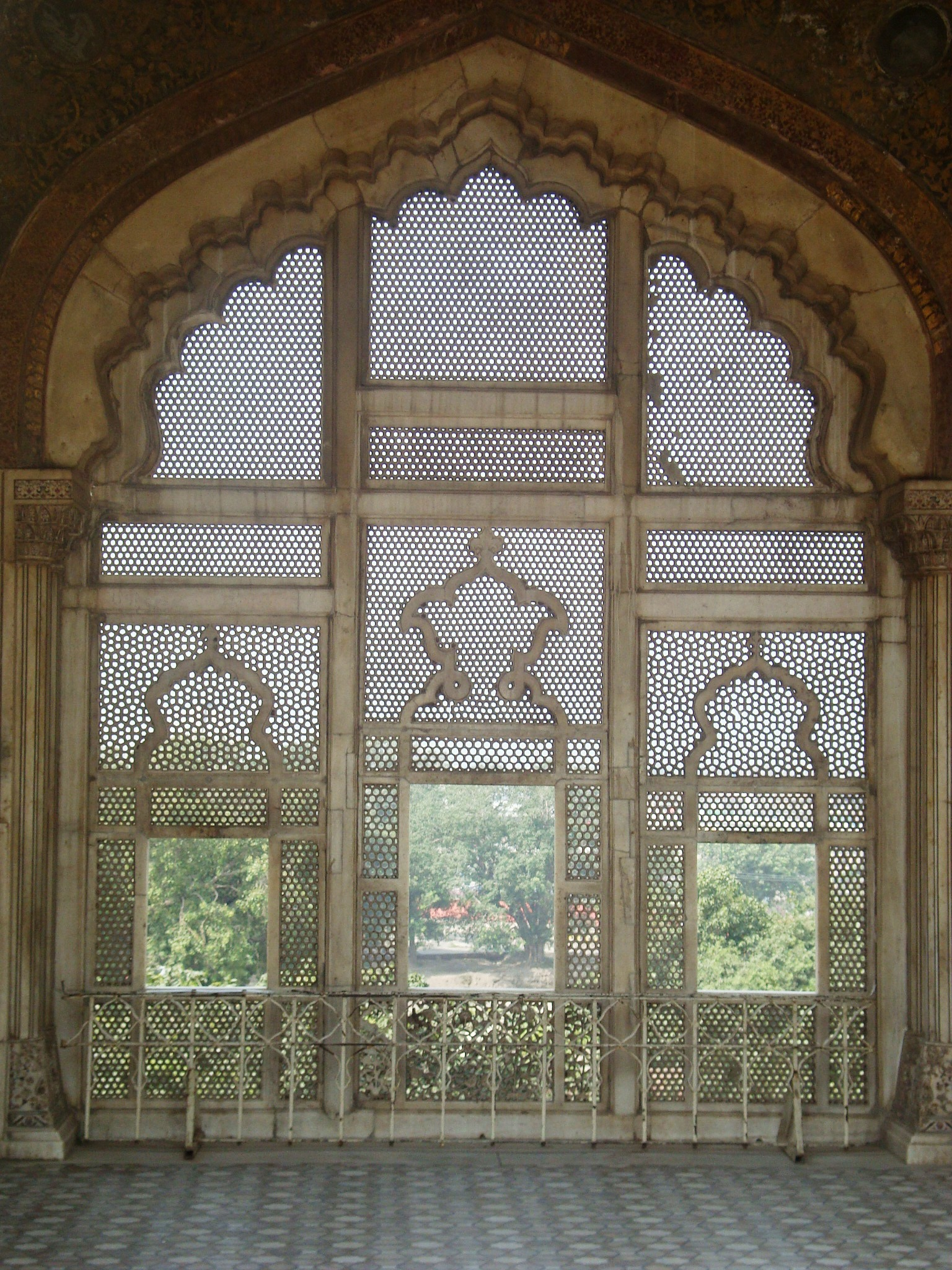
Pantalla de mármol tallado
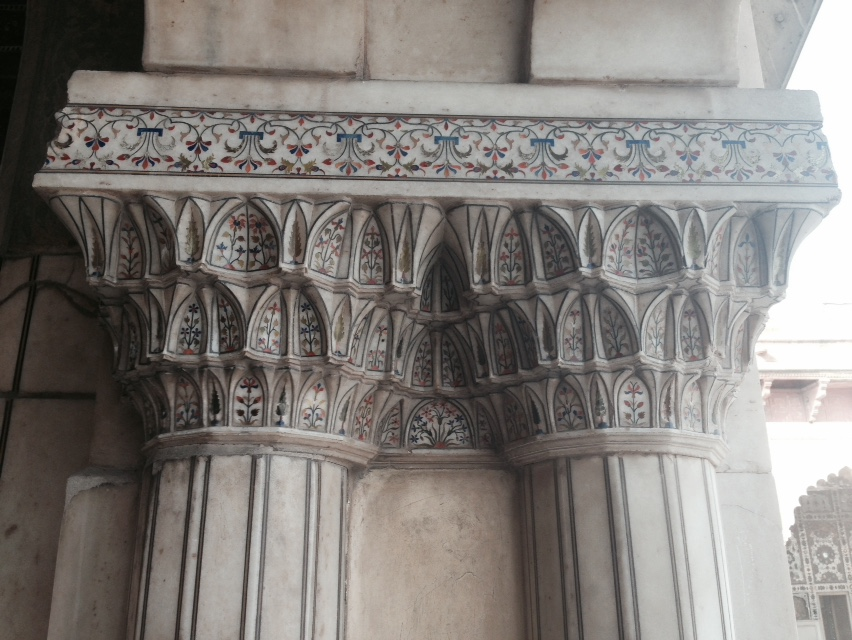
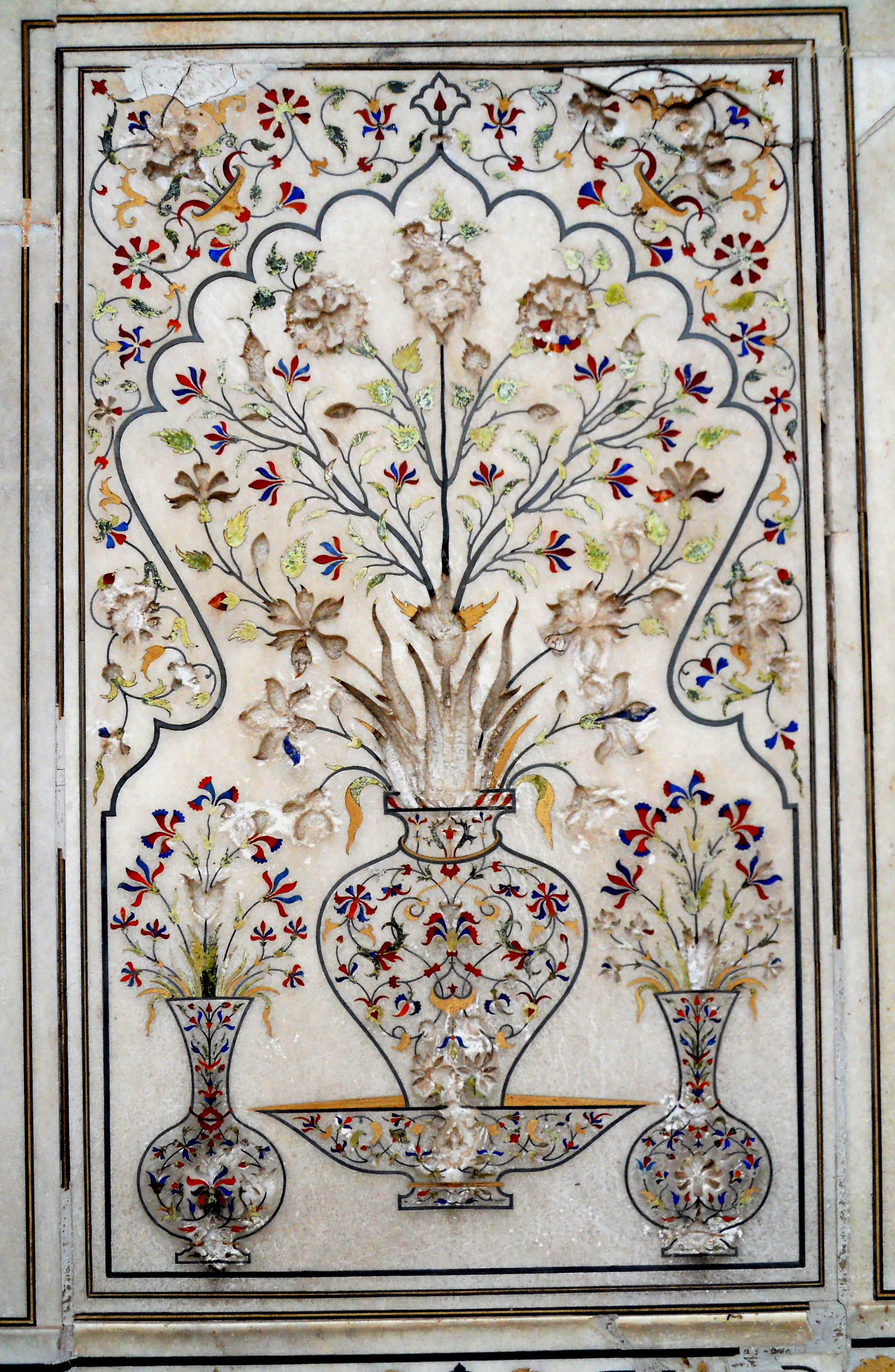
Detalle de pietra dura.